# Perú en los Juegos Olímpicos de Barcelona 1992
Perú estuvo representado en los Juegos Olímpicos de Barcelona 1992 por un total de 16 deportistas, 12 hombres y 4 mujeres, que compitieron en 9 deportes.

## Medallistas
El equipo olímpico peruano obtuvo las siguientes medallas:
| Nombre    | Deporte | Competición |
| --------- | ------- | ----------- |
| Oro       |         |             |
| —         |         |             |
| Plata     |         |             |
| Juan Giha | Tiro    | Skeet M     |
| Bronce    |         |             |
| —         |         |             |